# Psychofagist
Gli Psychofagist sono un gruppo musicale italiano, formatosi a Novara agli inizi del 2002. Sin dagli esordi, si sono contraddistinti per il carattere sperimentale e crossover della propria proposta e per l'aggressività delle performance dal vivo.
Al fianco dei membri fondatori Stefano Ferrian e Marcello Sarino, nel corso del tempo si sono alternati diversi batteristi ed hanno collaborato vari musicisti, tra cui Luca Mai degli Zu al sax baritono e Eraldo Bernocchi all'elettronica, a riprova del carattere sperimentale della band e della attitudine degli Psychofagist a voler stravolgere certi cliché del metal estremo. Significativo da questo punto di vista lo show improvvisato al CSA Lazzaretto Occupato di Bologna assieme al cantante e sperimentatore poliedrico Damo Suzuki la sera del 15 aprile 2009.
Il concept di base della proposta affronta, sia sul lato musicale che su quello delle lyrics, il tema dei disturbi mentali, della psicosi, delle alterazioni della personalità, delle allucinazioni e delle dipendenze, il tutto spesso sfociante in forme di non-sense.
La stessa band è solita auto-definirsi in rete come "la (in)naturale evoluzione darwiniana della (non) musica estrema votata ai più insperati (ed esasperati) lidi della consonanza/dissonanza tra generi", aggiungendo che "l'affermata rivista scientifica The International Psychic Observer scrive di loro: un teatrino freak di neurolabili che prendono a calci i propri strumenti musicali, e in sottofondo cumuli irrazionali di note dispari a volumi poco gradevoli".
Gli Psychofagist sono tra le band più attive del panorama metal estremo nazionale, nonostante il parossismo e la complessità del loro sound. Da anni calcano la scena underground nazionale ed internazionale, con all'attivo shows di supporto a, tra gli altri: Brutal Truth, Ephel Duath, Extreme Noise Terror, Misery Index, Fuck The Facts, Zu, OvO.

## Formazione

### Formazione attuale
- Stefano Ferrian - chitarra, voce, sax
- Marcello Sarino - basso, voce
- Federico de Bernardi di Valserra - batteria

### Ex componenti
- Luca "Fiamma" Fiameni - batteria
- Luca "Bizza" Bizantino - batteria

## Discografia

### Album in studio
- 2004 - Psychofagist
- 2009 - Il secondo tragico
- 2013 - Songs of Faint and Distortion

### Split
- 2003 - Selfless Spite (con gli Hybrid Viscery)
- 2007 - A Bullet Sounds the Same (In Every Language) (con gli OvO e gli Inferno)
- 2008 - Raiz Diabolica (con i Thousandswilldie)
- 2012 - 9 Psalms of an Antimusic to Come (con gli Antigama)

### Demo
- 2002 - Promo

### Singoli
- 2008 - Raiz Epileptica
- 2009 - The Optician